# Bruno Miranda
Bruno Miranda Villagomez (Santa Cruz de la Sierra, 10 febbraio 1998) è un calciatore boliviano, attaccante del Royal Pari e della nazionale boliviana.

## Carriera

### Nazionale
Ha giocato nelle nazionali giovanili boliviane Under-15, Under-17 ed Under-20.
Nel 2017 ha esordito nella nazionale maggiore boliviana, con la quale nel 2024 ha anche partecipato alla Coppa America.

## Statistiche

### Cronologia presenze e reti in nazionale
| Cronologia completa delle presenze e delle reti in nazionale ― Bolivia | Cronologia completa delle presenze e delle reti in nazionale ― Bolivia | Cronologia completa delle presenze e delle reti in nazionale ― Bolivia | Cronologia completa delle presenze e delle reti in nazionale ― Bolivia | Cronologia completa delle presenze e delle reti in nazionale ― Bolivia | Cronologia completa delle presenze e delle reti in nazionale ― Bolivia | Cronologia completa delle presenze e delle reti in nazionale ― Bolivia | Cronologia completa delle presenze e delle reti in nazionale ― Bolivia |
| Data                                                                   | Città                                                                  | In casa                                                                | Risultato                                                              | Ospiti                                                                 | Competizione                                                           | Reti                                                                   | Note                                                                   |
| ---------------------------------------------------------------------- | ---------------------------------------------------------------------- | ---------------------------------------------------------------------- | ---------------------------------------------------------------------- | ---------------------------------------------------------------------- | ---------------------------------------------------------------------- | ---------------------------------------------------------------------- | ---------------------------------------------------------------------- |
| 29-5-2016                                                              | Kansas City                                                            | Stati Uniti                                                            | 4 – 0                                                                  | Bolivia                                                                | Amichevole                                                             | -                                                                      | 46’                                                                    |
| 28-3-2017                                                              | La Paz                                                                 | Bolivia                                                                | 2 – 0                                                                  | Argentina                                                              | Qual. Mondiali 2018                                                    | -                                                                      | 90’                                                                    |
| 3-6-2017                                                               | Managua                                                                | Nicaragua                                                              | 0 – 1                                                                  | Bolivia                                                                | Amichevole                                                             | -                                                                      | 46’                                                                    |
| 24-3-2018                                                              | Willemstad                                                             | Curaçao                                                                | 1 – 1                                                                  | Bolivia                                                                | Amichevole                                                             | -                                                                      | 78’                                                                    |
| 27-3-2018                                                              | Willemstad                                                             | Curaçao                                                                | 1 – 0                                                                  | Bolivia                                                                | Amichevole                                                             | -                                                                      | 65’                                                                    |
| 29-5-2018                                                              | Chester                                                                | Stati Uniti                                                            | 3 – 0                                                                  | Bolivia                                                                | Amichevole                                                             | -                                                                      | 63’                                                                    |
| 9-10-2020                                                              | San Paolo                                                              | Brasile                                                                | 5 – 0                                                                  | Bolivia                                                                | Qual. Mondiali 2022                                                    | -                                                                      |                                                                        |
| 13-10-2020                                                             | La Paz                                                                 | Bolivia                                                                | 1 – 2                                                                  | Argentina                                                              | Qual. Mondiali 2022                                                    | -                                                                      | 64’                                                                    |
| 29-3-2021                                                              | Guayaquil                                                              | Ecuador                                                                | 2 – 1                                                                  | Bolivia                                                                | Amichevole                                                             | -                                                                      | 46’                                                                    |
| 6-11-2021                                                              | Washington                                                             | El Salvador                                                            | 0 – 1                                                                  | Bolivia                                                                | Amichevole                                                             | -                                                                      | 38’                                                                    |
| 12-11-2021                                                             | Lima                                                                   | Perù                                                                   | 3 – 0                                                                  | Bolivia                                                                | Qual. Mondiali 2022                                                    | -                                                                      | 78’                                                                    |
| 21-1-2022                                                              | Sucre                                                                  | Bolivia                                                                | 5 – 0                                                                  | Trinidad e Tobago                                                      | Amichevole                                                             | 1                                                                      |                                                                        |
| 28-1-2022                                                              | Barinas                                                                | Venezuela                                                              | 4 – 1                                                                  | Bolivia                                                                | Qual. Mondiali 2022                                                    | 1                                                                      |                                                                        |
| 1-2-2022                                                               | La Paz                                                                 | Bolivia                                                                | 2 – 3                                                                  | Cile                                                                   | Qual. Mondiali 2022                                                    | -                                                                      | 36’ 61’                                                                |
| 20-11-2022                                                             | Arequipa                                                               | Perù                                                                   | 1 – 0                                                                  | Bolivia                                                                | Amichevole                                                             | -                                                                      | 46’                                                                    |
| 12-10-2023                                                             | La Paz                                                                 | Bolivia                                                                | 1 – 2                                                                  | Ecuador                                                                | Qual. Mondiali 2026                                                    | -                                                                      | 81’                                                                    |
| 12-6-2024                                                              | Chester                                                                | Ecuador                                                                | 3 – 1                                                                  | Bolivia                                                                | Amichevole                                                             | -                                                                      | 46’                                                                    |
| 15-6-2024                                                              | East Rutherford                                                        | Colombia                                                               | 3 – 0                                                                  | Bolivia                                                                | Amichevole                                                             | -                                                                      | 82’                                                                    |
| 23-6-2024                                                              | Arlington                                                              | Stati Uniti                                                            | 2 – 0                                                                  | Bolivia                                                                | Coppa America 2024 - 1º turno                                          | -                                                                      | 68’                                                                    |
| 1-7-2024                                                               | Orlando                                                                | Bolivia                                                                | 1 – 3                                                                  | Panama                                                                 | Coppa America 2024 - 1º turno                                          | 1                                                                      | 63’                                                                    |
| 10-10-2024                                                             | El Alto                                                                | Bolivia                                                                | 1 – 0                                                                  | Colombia                                                               | Qual. Mondiali 2026                                                    | -                                                                      | 80’ 90+3’                                                              |
| Totale                                                                 |                                                                        | Presenze                                                               | 21                                                                     |                                                                        | Reti                                                                   | 3                                                                      |                                                                        |